# موزه اوستروبوتنیا
موزه اوستروبوتنیا (انگلیسی: Ostrobothnian Museum) (به فنلاندی:  Pohjanmaan museo) موزۀ استانی تاریخ فرهنگی است که به عنوان موزۀ هنر استانی و موزۀ علوم طبیعی نیز فعالیت می‌کند. ساختمان موزه که توسط آینو فرسمان در سال ۱۹۲۷ طراحی شده است و بخش نمایشگاهی موزه که توسط معمار اریک کراکستروم در سال ۱۹۶۷ برنامه‌ریزی شده است، در کنار پارک ماریان‌پوئیستو در مرکز واسا، فنلاند واقع شده‌اند.
کارل هدمن (۱۸۶۴-۱۹۳۱) پزشکی از واسا، در ایجاد موزه فعال بود. این ساختمان در سال ۱۹۳۰ ساخته شد و هدمن‌ها خانه و مجموعه خود را در یک طبقه داشتند. آنها فرزندی نداشتند و مجموعه خود را برای تأمین مالی به جا گذاشتند که بعداً به شهر اهدا شد.

## آثار ایرانی در موزه اوستروبوتنیا

### کاشی سرامیکی ایرانی
دورهٔ صفوی / حدود ۱۵۷۰–۱۶۰۰ میلادی
منطقه: ایران (احتمالاً اصفهان)

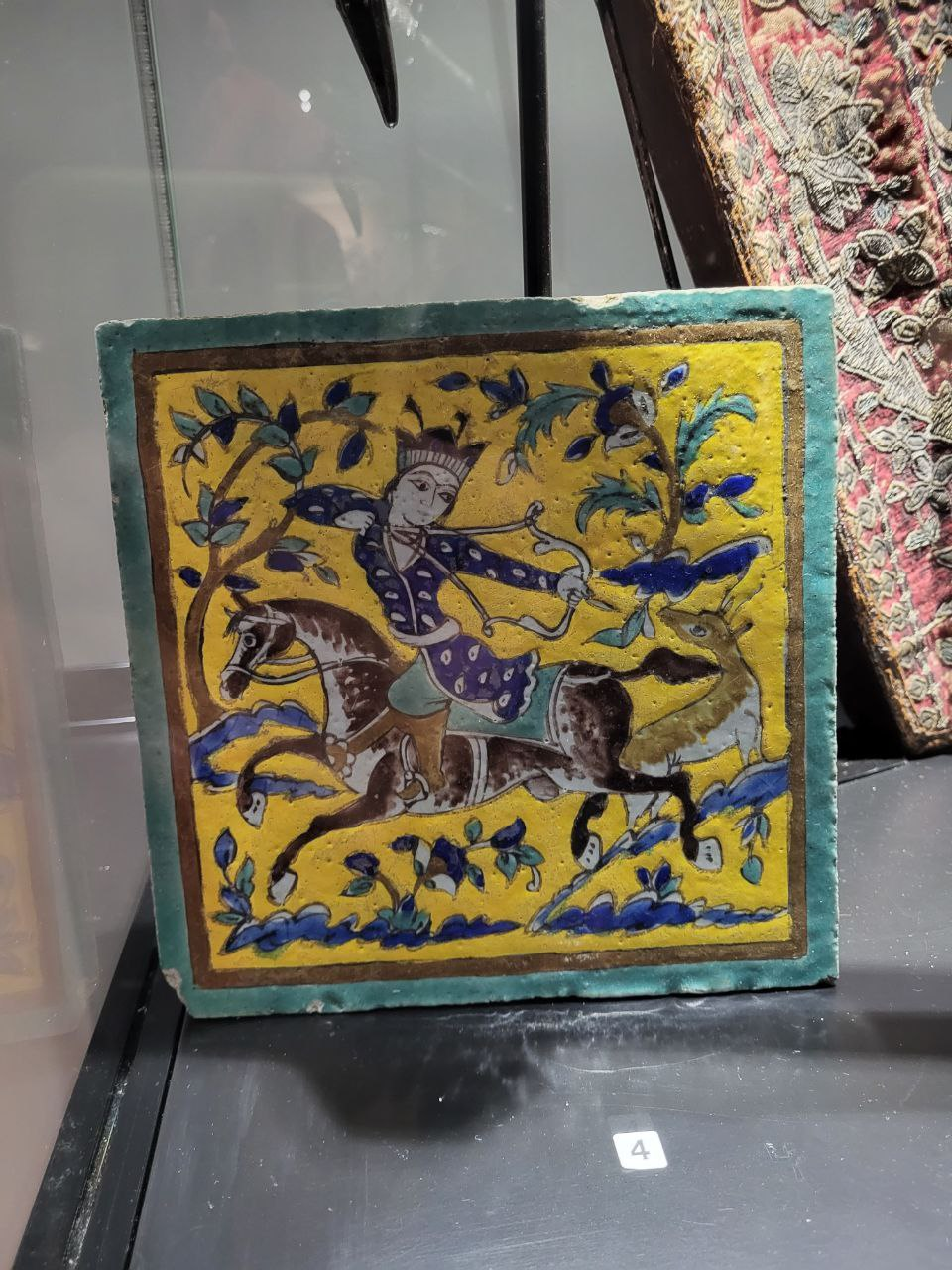
کاشی ایرانی در موزه اوستروبوتنیا، واسا، فنلاند

این کاشی لعاب‌دار با تکنیک مشهور موسوم به کوئردا سکا (اسپانیایی: cuerda seca‎) ساخته شده که خطوط مرزی تیز و دقیق میان رنگ‌ها ایجاد می‌کند. تصویر موجود بر کاشی، یک شکارچی پرنده را در میان شاخ‌وبرگ تزئینی نشان می‌دهد. این تکنیک در دوران صفوی رایج بود و در تزئین مدارس، مساجد و کاخ‌های ایرانی کاربرد داشت.

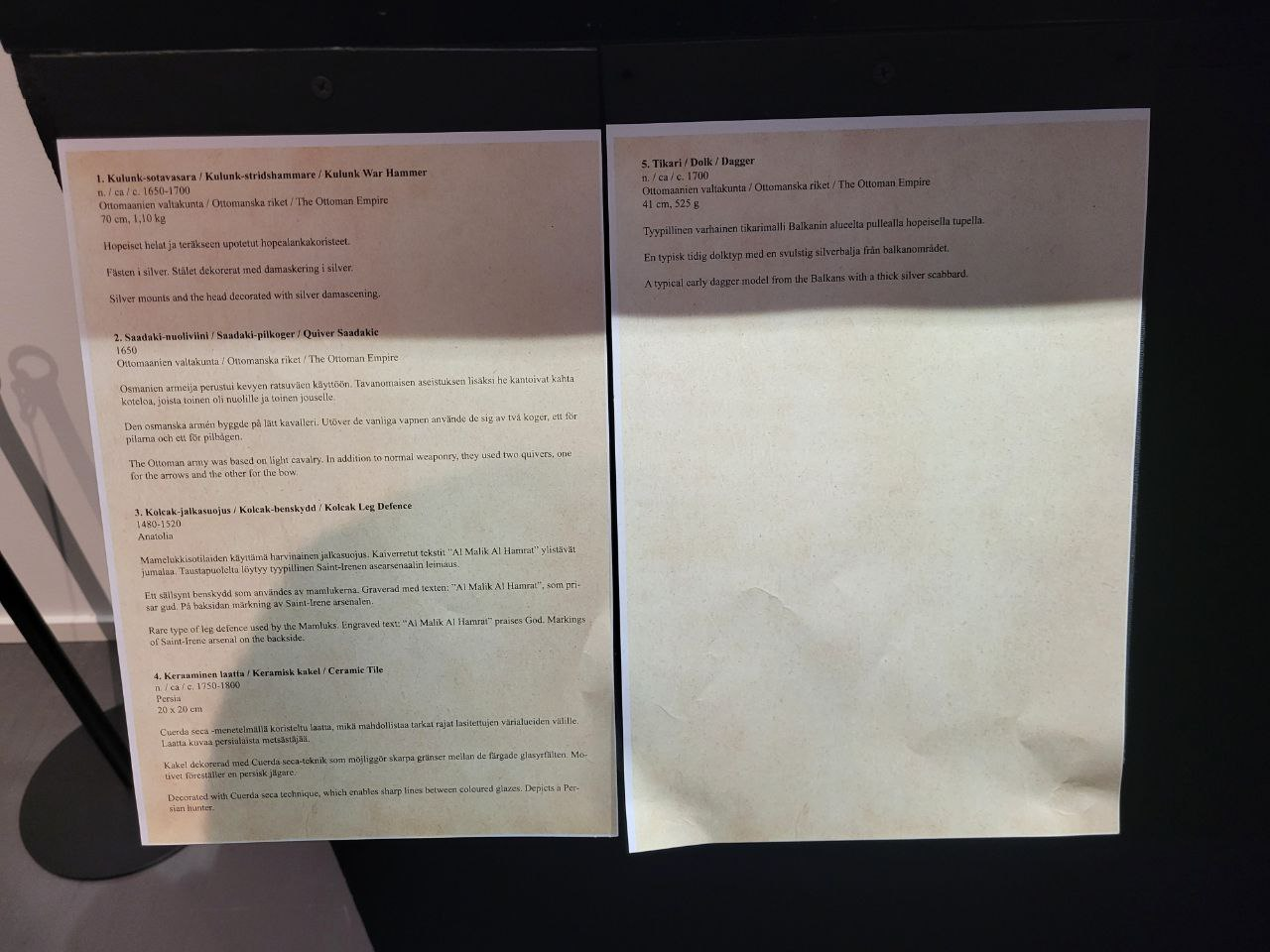
توضیحات کاشی ایرانی در موزه اوستروبوتنیا، واسا، فنلاند

### زره ایرانی (چهارآینه)
قرن ۱۸ میلادی / ایران یا آناتولی

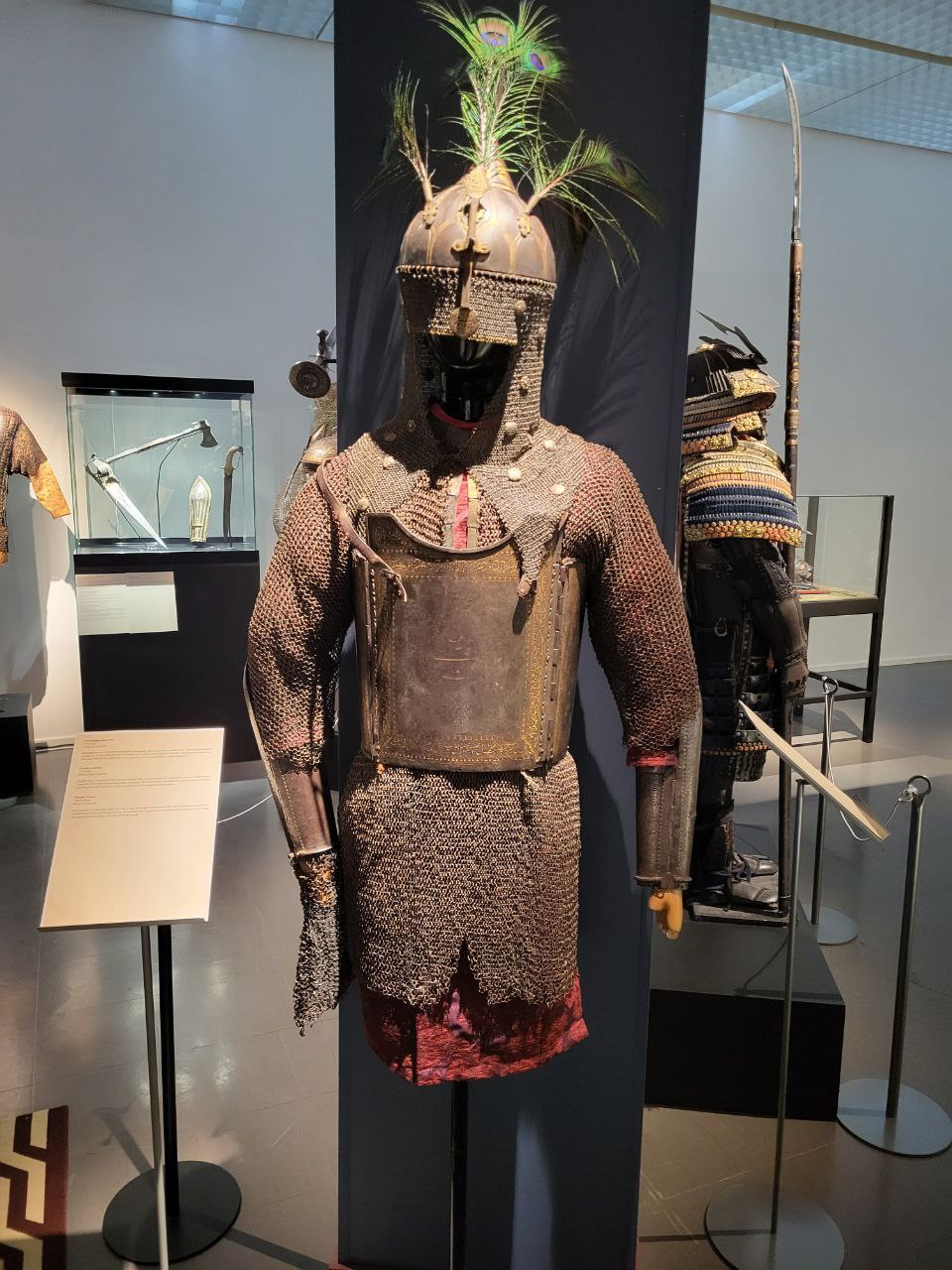
زره و کلاه‌خود ایرانی در موزه اوستروبوتنیا، واسا، فنلاند

این زره ترکیبی از یک پیراهن زنجیری به سبک اروپایی یا قفقازی، و یک یقهٔ تزئینی متعلق به قرن ۱۹ است. کلاه‌خود دارای تزئینات طلایی و نقوش منقوش از ایران یا آناتولی است. زره اصلی چهار بخشی از نوع چهارآینه است که صفحات آن به‌وسیلهٔ لولا به یکدیگر متصل شده‌اند و با تذهیب و نوشته‌هایی از قرآن آراسته شده‌اند.

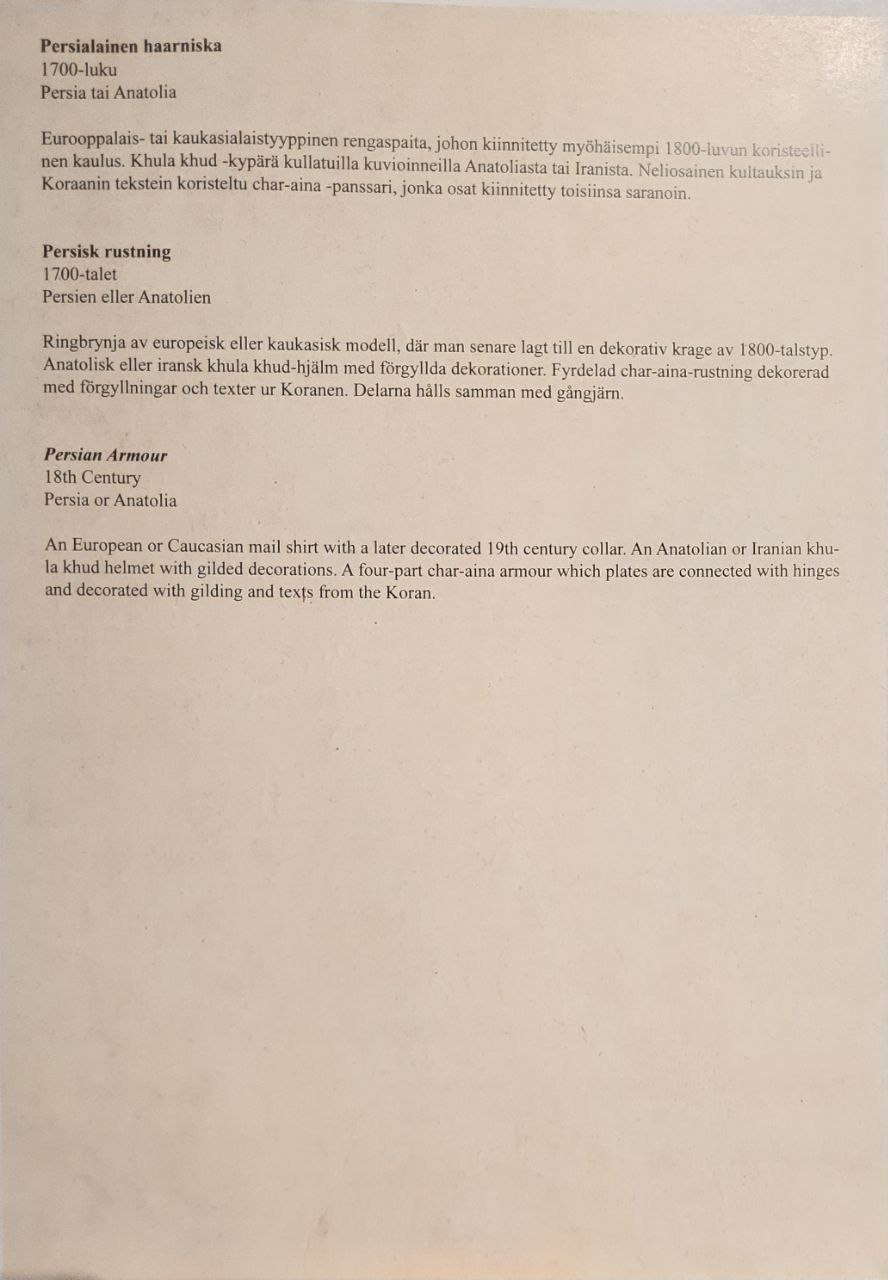
توضیحات زره و کلاه‌خود ایرانی در موزه اوستروبوتنیا، واسا، فنلاند